# Струйные аддитивные технологии
Струйные аддитивные технологии — группа методов аддитивного производства, включающая Binder Jetting (струйное связывание) и Material Jetting (струйное нанесение материала). Эти технологии используют струйную печать для создания трёхмерных объектов, но различаются по принципу действия: Binder Jetting связывает порошковый материал жидким связующим, тогда как Material Jetting напрямую наносит и отверждает капли материала. Обе технологии применяются в промышленности, прототипировании и дизайне благодаря высокой точности и возможности работы с различными материалами.

## Определение
- Binder Jetting (струйное связывание) — процесс аддитивного производства, при котором жидкое связующее избирательно наносится на слой порошкового материала (металлы, керамика, песок), формируя объект слой за слоем. После печати изделие проходит постобработку, такую как спекание или инфильтрация, для достижения прочности.
- Material Jetting (струйное нанесение материала) — метод, при котором капли жидкого материала (обычно фотополимеры или воски) наносятся на платформу через струйные головки и отверждаются (например, ультрафиолетовым светом) для создания объекта. Поддерживающие структуры печатаются одновременно и удаляются после завершения.

## История появления

### Binder Jetting
Технология Binder Jetting была разработана в начале 1990-х годов в Массачусетском технологическом институте (MIT). В 1993 году Эмануэль Сакс и его коллеги запатентовали процесс под названием "Three-Dimensional Printing" (патент США № 5,204,055). Изначально технология использовалась для работы с гипсовыми порошками и водно-спиртовыми связующими. В 1996 году компания ExOne получила эксклюзивные права на использование технологии для металлических отливок, а Z Corporation (позже приобретённая 3D Systems) адаптировала её для других применений. Со временем патенты истекли, что привело к появлению новых игроков, таких как Desktop Metal и HP.

### Material Jetting
Material Jetting появился позже, в конце 1990-х годов, как развитие традиционной струйной печати. Компания Objet (позже объединённая с Stratasys) представила технологию PolyJet в 1998 году, запатентовав процесс нанесения фотополимеров с последующим отверждением ультрафиолетом (патент США № 6,259,962). Эта технология стала одной из первых в своём классе, позволяя создавать высокоточные многоцветные и многоматериальные изделия. В дальнейшем такие компании, как 3D Systems, развили аналогичные решения, расширив спектр материалов.

## Описание технического процесса

### Binder Jetting
Процесс начинается с нанесения тонкого слоя порошка (толщина 50–100 мкм) на строительную платформу с помощью валика или лезвия. Струйная головка избирательно наносит связующее на порошок в соответствии с цифровой моделью. После завершения слоя платформа опускается, и процесс повторяется. Связанный порошок формирует "зелёное" изделие - полуфабрикат, который затем извлекается из несвязанного порошка и подвергается постобработке (например, спеканию для металлов или отверждению для керамики).

### Material Jetting
В процессе струйного нанесения материала (обычно фотополимер) подаётся через струйные головки, аналогичные тем, что используются в настольных 2D струйных принтерах. Капли наносятся на платформу слой за слоем (толщина слоя 16–32 мкм) и немедленно отверждаются ультрафиолетовым светом. Поддерживающие структуры печатаются из растворимого или легко удаляемого материала. После завершения печати поддержки удаляются вручную или химическим способом.

## Используемые материалы
- Binder Jetting: технология совместима с широким спектром порошков, включая металлы (нержавеющая сталь, титан, медь), керамику (карбид кремния, оксид алюминия), песок и полимеры (АБС). Связующие варьируются от водных растворов до полимерных составов в зависимости от материала.
- Material Jetting: ограничена жидкими материалами, такими как фотополимеры (гибкие, жёсткие, прозрачные), воски для литья и иногда композиты. Возможна печать несколькими материалами одновременно для создания "цифровых материалов" с заданными свойствами.

## Сравнение Binder Jetting и Material Jetting
| Параметр          | Binder Jetting             | Material Jetting               |
| ----------------- | -------------------------- | ------------------------------ |
| Принцип           | Связывание порошка         | Нанесение и отверждение капель |
| Материалы         | Металлы, керамика, песок   | Фотополимеры, воски            |
| Точность          | Средняя (50–100 мкм)       | Высокая (16–32 мкм)            |
| Скорость          | Высокая для больших партий | Средняя, зависит от сложности  |
| Прочность изделий | Требуется доп.Cпекание     | Ограничена фотополимерами      |
| Поддержки         | Не требуются (порошок)     | Требуются (удаляемые)          |

## Сравнение с другими аддитивными технологиями
- По сравнению с селективным лазерным плавлением (СЛП, L-PBF): Binder Jetting не использует плавление, что снижает остаточные напряжения, но требует дополнительного спекания, в отличие от СЛП, где детали сразу плотные. Material Jetting уступает СЛП по прочности, но превосходит по точности и гладкости поверхности.
- По сравнению с экструзией материалов (MEX): Обе струйные технологии обеспечивают более высокую детализацию, чем экструзия материалов, но Material Jetting ограничен дорогими материалами, а Binder Jetting сложнее в постобработке.
- По сравнению с лазерной стереолитографией (SLA): Material Jetting схож с SLA по использованию фотополимеров, но позволяет печатать несколькими материалами, тогда как Binder Jetting работает с порошками.

## Известные фирмы-производители

### В мире
- Binder Jetting:

```
 ** 
ExOne
 (США) — пионер технологии для металлов и песка 
.
 ** 
Desktop Metal
 (США) — системы для массового производства 
.
 ** 
HP
 (США) — Metal Jet для серийного производства 
.
 ** 
Voxeljet
 (Германия) — оборудование для песка и керамики 
.
```

- Material Jetting:

```
 ** 
Stratasys
 (Израиль/США) — PolyJet системы 
.
 ** 
3D Systems
 (США) — MultiJet Printing 
.
 ** XJet (Израиль) — NanoParticle Jetting для керамики и металлов 
.
```

### В России
- Binder Jetting:

```
 ** DDM.Lab — поставщик и интегратор решений 
.
```

- Material Jetting:

```
 ** Российский рынок в основном использует импортное оборудование от Stratasys и 3D Systems.
```